# 大和 (私年号)
大和（やまと）は日本において、寺社の縁起や地方の地誌や歴史書等に散見される私年号（逸年号、偽年号）。「九州年号」とも。695年 - 697年。

## 西暦・干支との対照表
| 大和 | 元年  | 2年   | 3年   |
| ---- | ----- | ----- | ----- |
| 西暦 | 695年 | 696年 | 697年 |
| 干支 | 乙未  | 丙申  | 丁酉  |